# Вітряна ріка
«Вітряна ріка» (англ. Wind River) — американський драматичний фільм-трилер 2017 року, створений у копродукції з кінематографістами Великої Британії та Канади, повнометражний режисерський дебют Тейлора Шерідана. Прем'єра стрічки відбулася 21 січня 2017 року на кінофестивалі «Санденс». Фільм брав участь в секції Особливий погляд на 70-му Каннському міжнародному кінофестивалі (2017) де Тейлор Шерідан отримав Приз журі «Особливого погляду» за найкращу режисерську роботу.

## Сюжет
Корі Ламберт (Джеремі Реннер) працює лісничим Служби рибних ресурсів та дикої природи США в резервації «Вітряна ріка» у Вайомінгу, де індіанці живуть як жебраки, а молодим хлопцям навіть після закінчення коледжу і армії одна дорога — в наркомани та алкоголіки. Корі дуже співчуває корінним американцям і залишати це недружнє й засніжене місце не збирається, допомагаючи жителям усіма силами. Раніше він був одружений з корінною американкою Вілмою (Джулія Джонс), проте три роки тому їх шлюб розпався, коли загинула 16-річна донька. Дівчина була зґвалтована й замерзла до смерті, а вбивць так і не знайшли.
Шукаючи на прохання шерифа пуму, що вбиває корів, Ламберт знаходить труп 18-річної Наталі. Дівчина загинула на морозі, але, судячи з усього, вона від когось тікала. ФБР надсилає на розслідування серйозну та рішучу Джейн Беннер (Елізабет Олсен). Вона просить Корі допомогти їй з розслідуванням, оскільки він краще за всіх знає місця. Пошуки вбивці Наталі постійно повертають Ламберта до своєї загиблої доньки, помститися за яку так і не вдалося.

## У ролях
| Актор                   | Роль                                                 |
| ----------------------- | ---------------------------------------------------- |
| Елізабет Олсен          | Джейн Беннер                                         |
| Джеремі Реннер          | Корі Ламберт                                         |
| Джон Бернтал            | Метт                                                 |
| Мартін Сенсмейер        | Чіп Генсон                                           |
| Джулія Джонс            | Вілма Ламберт                                        |
| Джил Бірмінгем          | Мартін Генсон                                        |
| Єн Боен                 | Івен                                                 |
| Келсі Чоу               | Наталі Генсон                                        |
| Меттью Дель Негро       | Діллон                                               |
| Ерік Ланж               | доктор Вайтхерст                                     |
| Г'ю Діллон              | Кертіс                                               |
| Тео Бріонес             | Кейсі Ламберт                                        |
| Мейсон Д. Девіс         | підрядник № 2                                        |
| Тара Карсіан            | Інгрід                                               |
| Чад Райт                | адміністратор Бюро з управління земельними ресурсами |
| Джералд Токала Кліффорд | Сем                                                  |
| Джеймс Джордан          | Піт Міккенс                                          |
| Блейк Роббінс           | Тім Вінтер                                           |
| Девін Гансен            | вуличний покровитель                                 |

## Знімальна група
- Автор сценарію — Тейлор Шерідан
- Режисер-постановник — Тейлор Шерідан
- Продюсери — Елізабет А. Белл, Пітер Берг, Меттью Джордж, Безіл Іванік
- Виконавчі продюсери — Браден Афтегуд, Нік Бауер, Ніколя Картьє, Джонатан Дектер, Джонатан Фарнем, Вейн Марк Годфрі, Роберт Джонс, Еріка Лі, Сігуржон Сігватссон, Крістофер Г. Ворнер, Тім Вайт, Тревор Вайт
- Оператор — Бен Річардсон
- Композитори — Нік Кейв, Воррен Елліс
- Монтаж — Гарі Роач
- Художник-постановник — Ніл Спайсек
- Художник по костюмах — Карі Перкінс
- Художник-декоратор — Сінтія А. Нейбар
- Артдиректор — Лоран Слеттін
- Підбір акторів — Джордан Басс, Лоран Басс

## Нагороди та номінації
| Список нагород та номінацій         | Список нагород та номінацій | Список нагород та номінацій                  | Список нагород та номінацій | Список нагород та номінацій | Список нагород та номінацій |
| Кінопремія                          | Дата церемонії              | Категорія                                    | Номінант(и)                 | Результат                   | Дж                          |
| ----------------------------------- | --------------------------- | -------------------------------------------- | --------------------------- | --------------------------- | --------------------------- |
| Каннський міжнародний кінофестиваль | 27.05.2017                  | Приз «Особливий погляд»                      | Вітряна ріка                | Номінація                   |                             |
| Каннський міжнародний кінофестиваль | 27.05.2017                  | Приз «Особливий погляд» за найкращу режисуру | Вітряна ріка                | Перемога                    | [ 8 ]                       |